# Ghiacciaio Hubbard

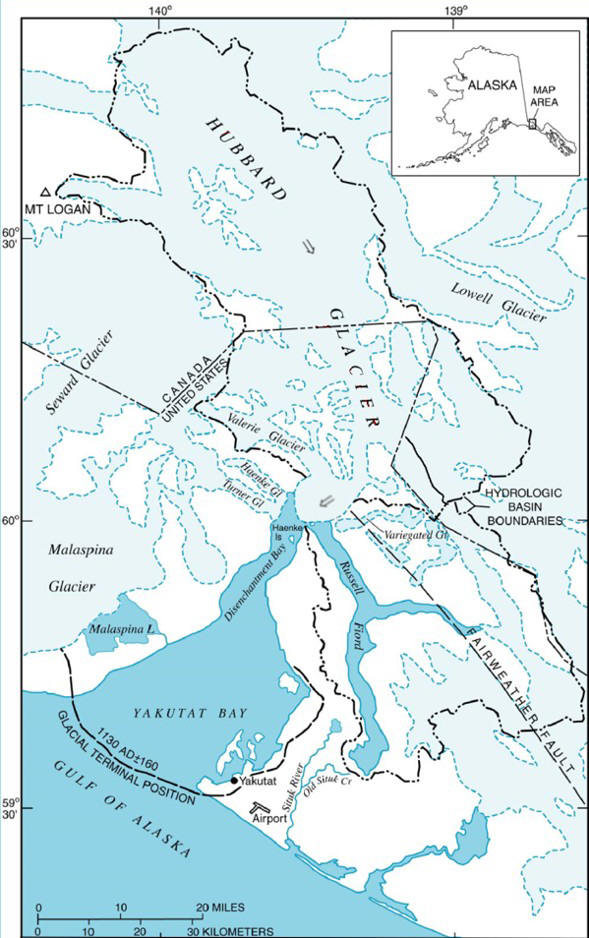
Mappa del ghiacciaio

Il ghiacciaio Hubbard è un ghiacciaio situato nell'Alaska (Stati Uniti) e in parte nel territorio dello Yukon (Canada). La fronte del ghiacciaio finisce in mare ed è il più lungo ghiacciaio di tipo artico del mondo.

## Descrizione
Il ghiacciaio nasce a 122 km dalla fronte vicino al monte Walsh 61°00′N 140°09′W ad una altezza di 3.400 metri. Verso la fine del percorso s'incontra con il ghiacciaio "Valerie" che nasce nei pressi del monte Logan 60°35′00″N 140°22′40″W. La fronte del ghiacciaio misura quasi 9 km per una altezza di 100-150 metri. La neve caduta alla sommità del ghiacciaio impiega circa 400 anni per raggiungere il mare.

## Variazioni frontali recenti
La fronte del ghiacciaio è in continuo movimento e nel maggio del 1986 ha bloccato l'uscita verso il mare del "Russell Fjord" (a sud-est del fronte del ghiacciaio) formando il lago "Russell" il cui livello, durante l'estate, si è alzato di 25 metri. In ottobre però la diga di ghiaccio ha ceduto e circa 5,3 chilometri cubi di acqua nell'arco di 24 ore si è riversata nel mare.

## Galleria d'immagini

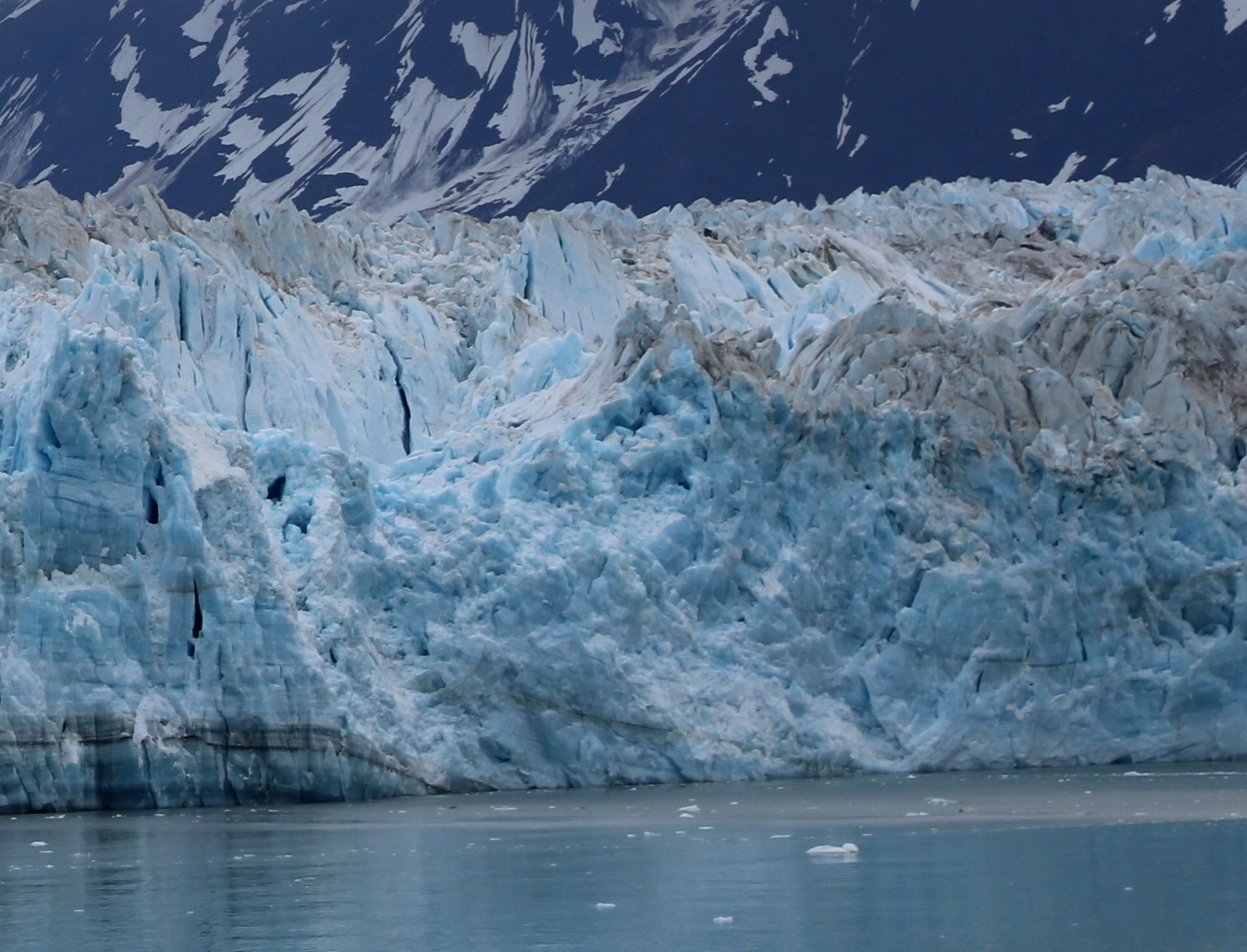
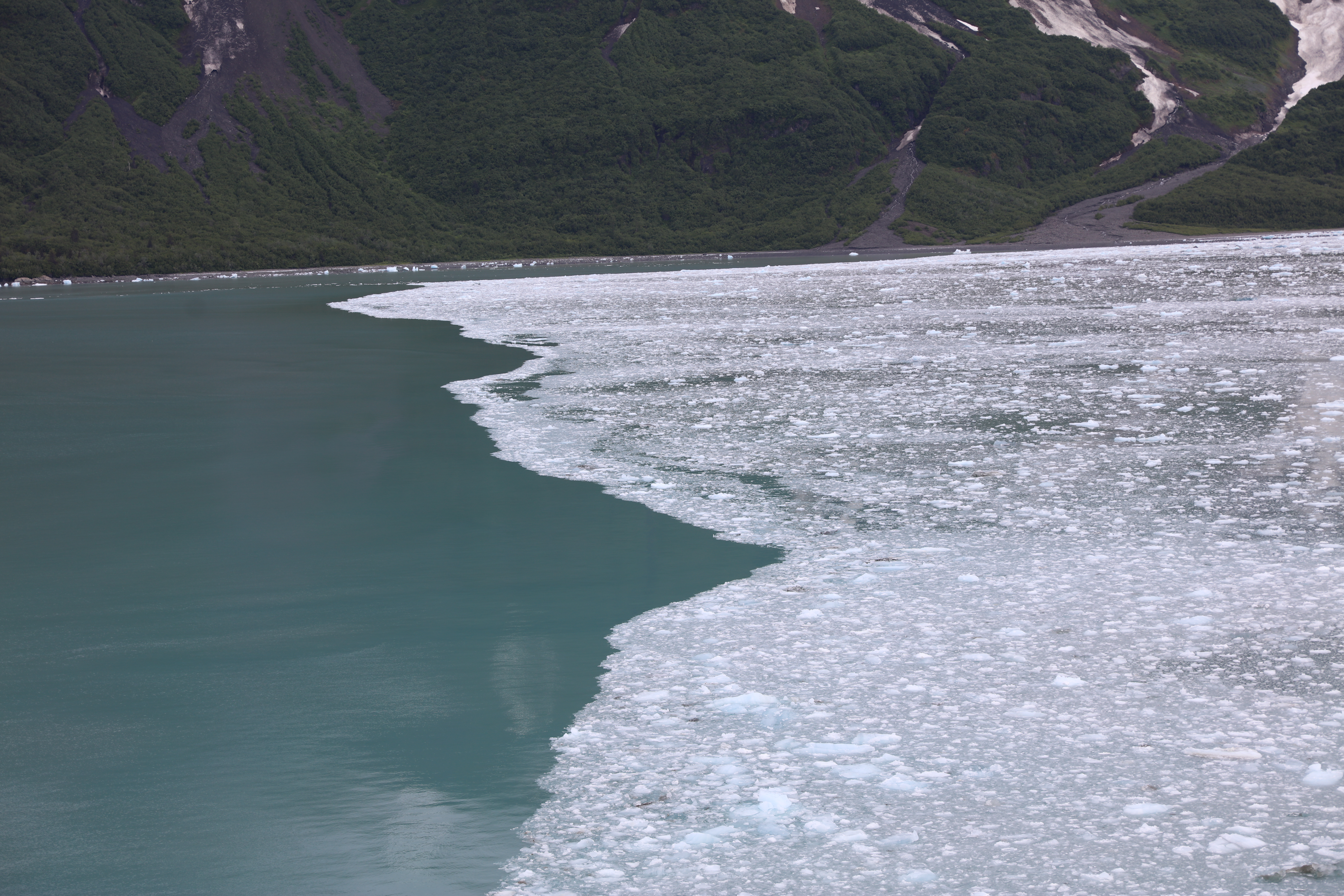
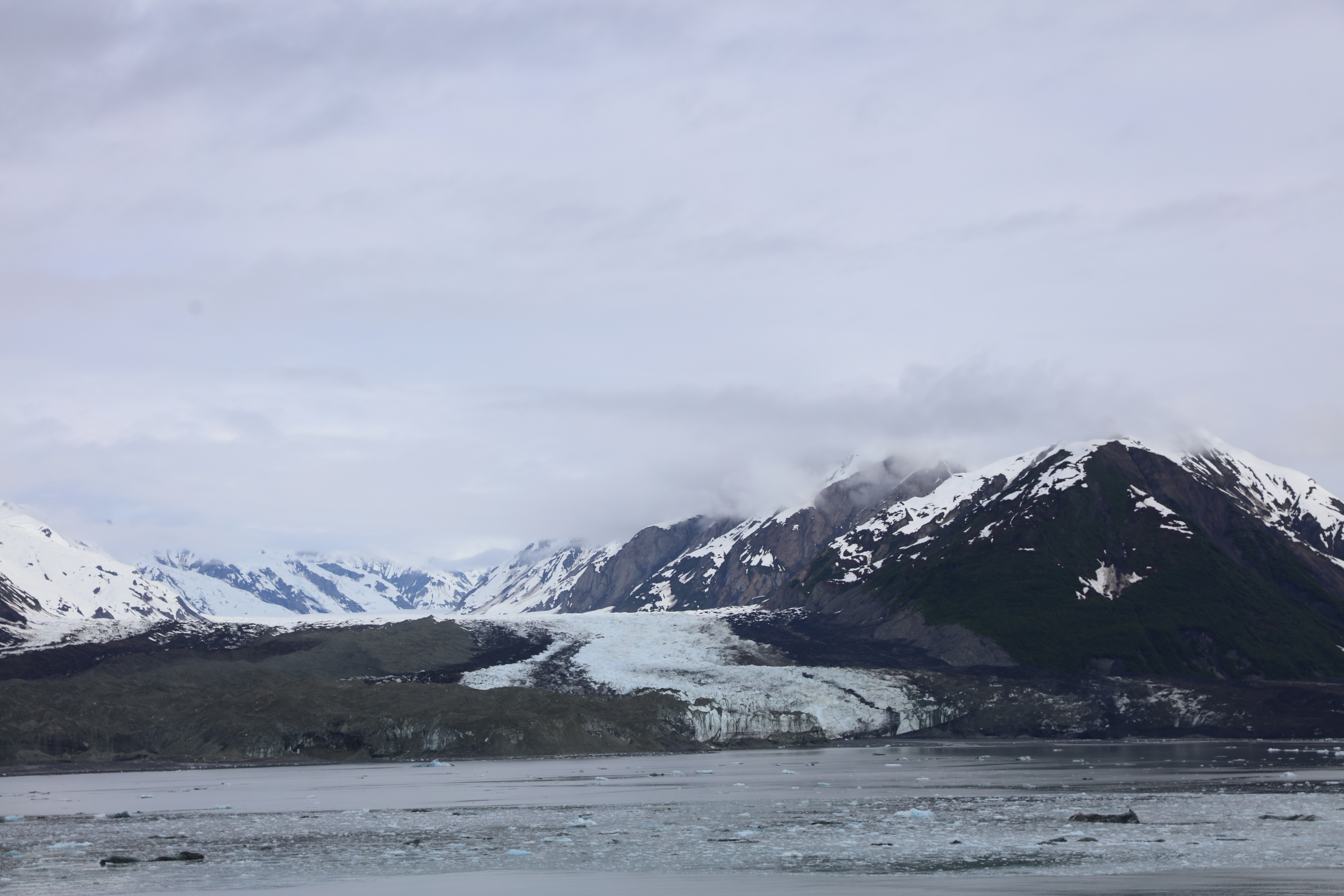
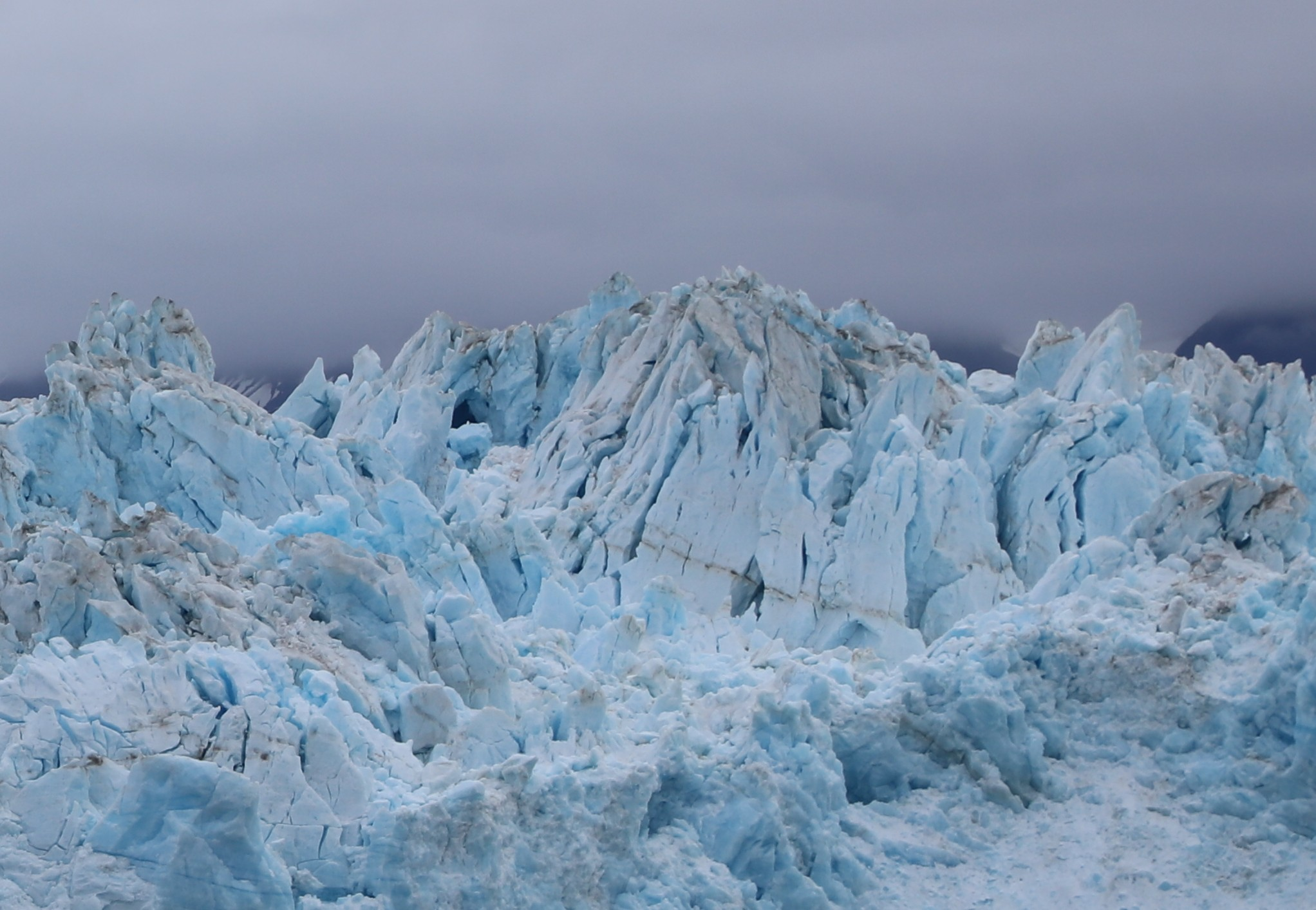
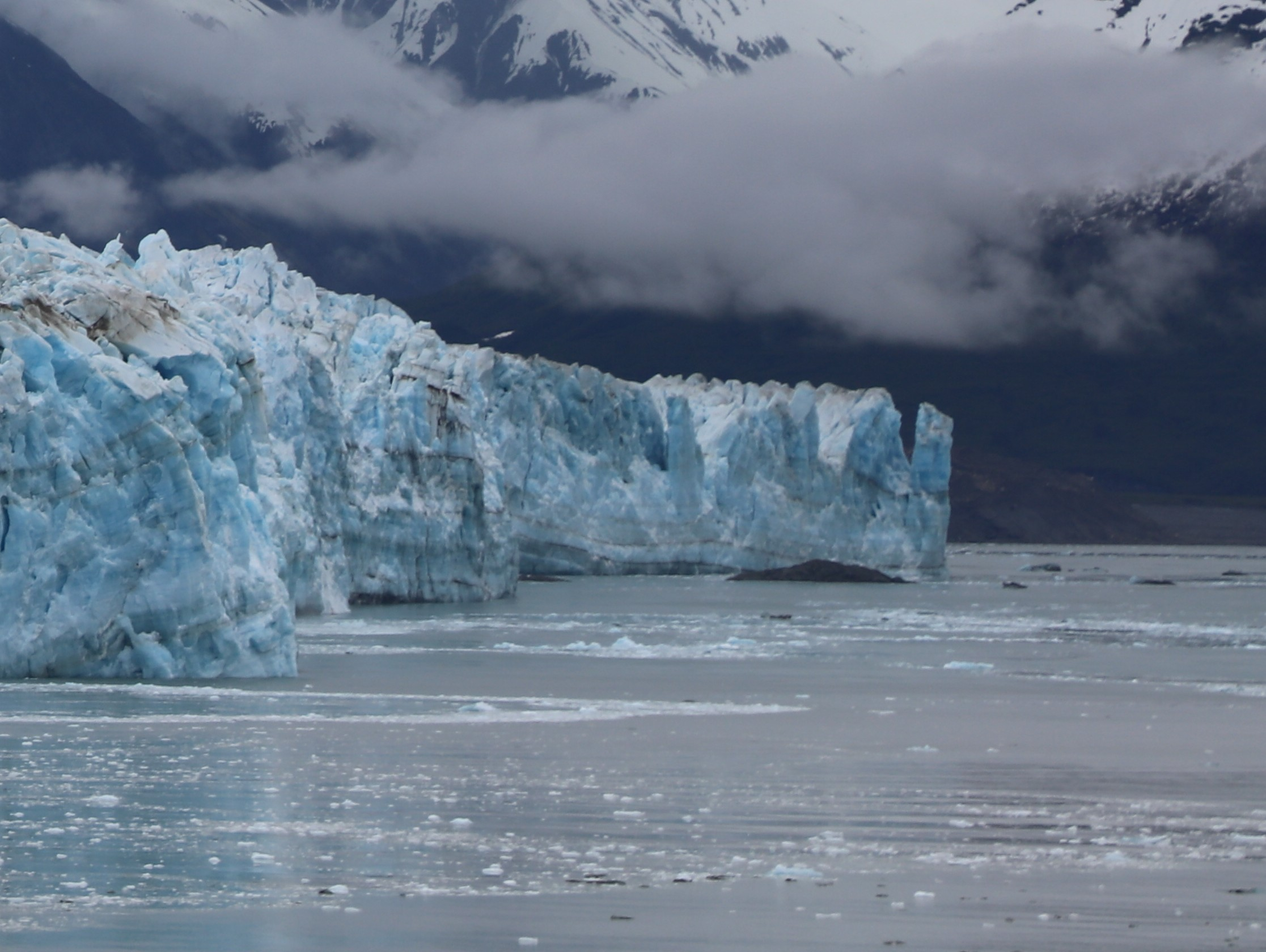
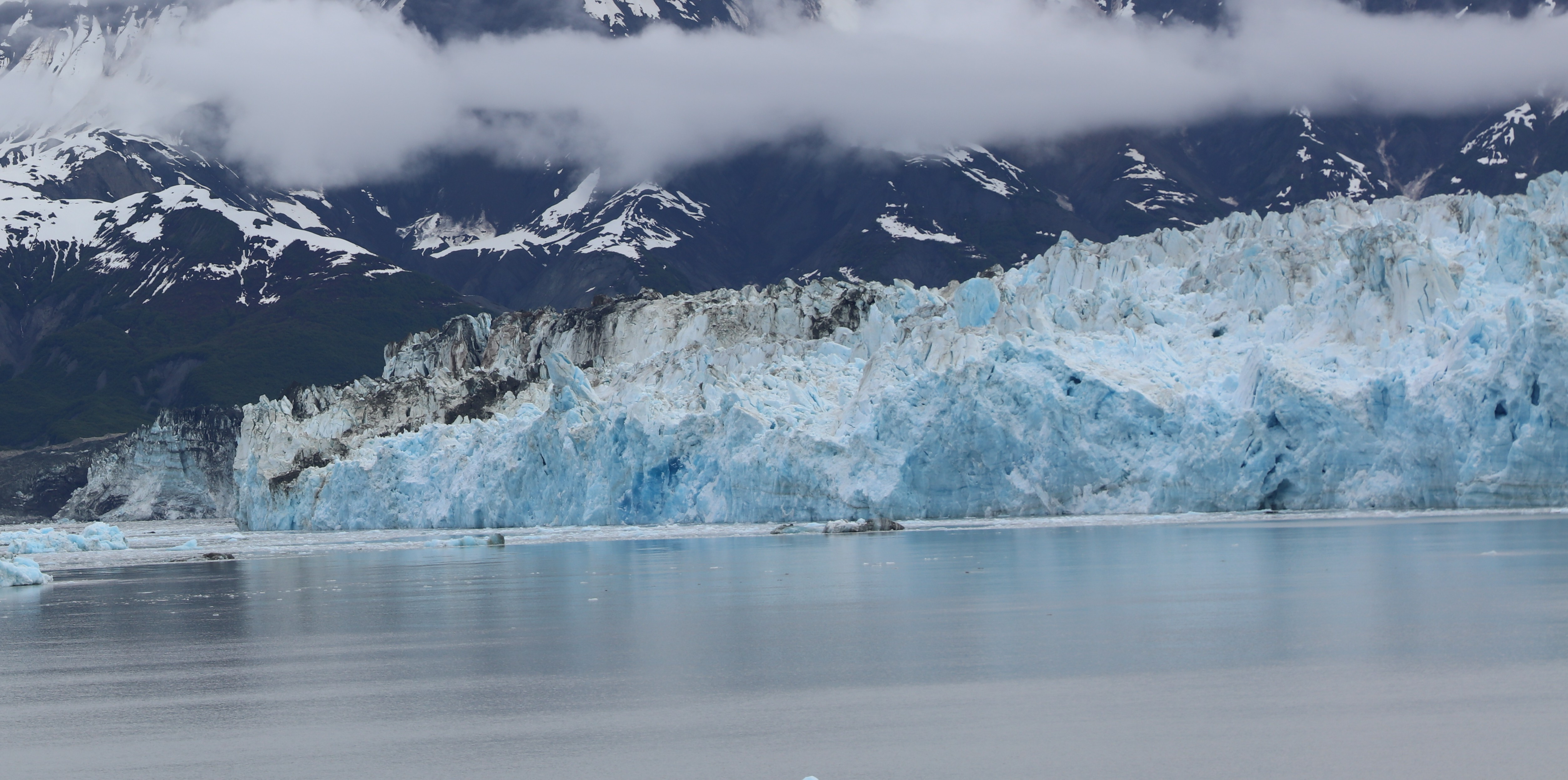
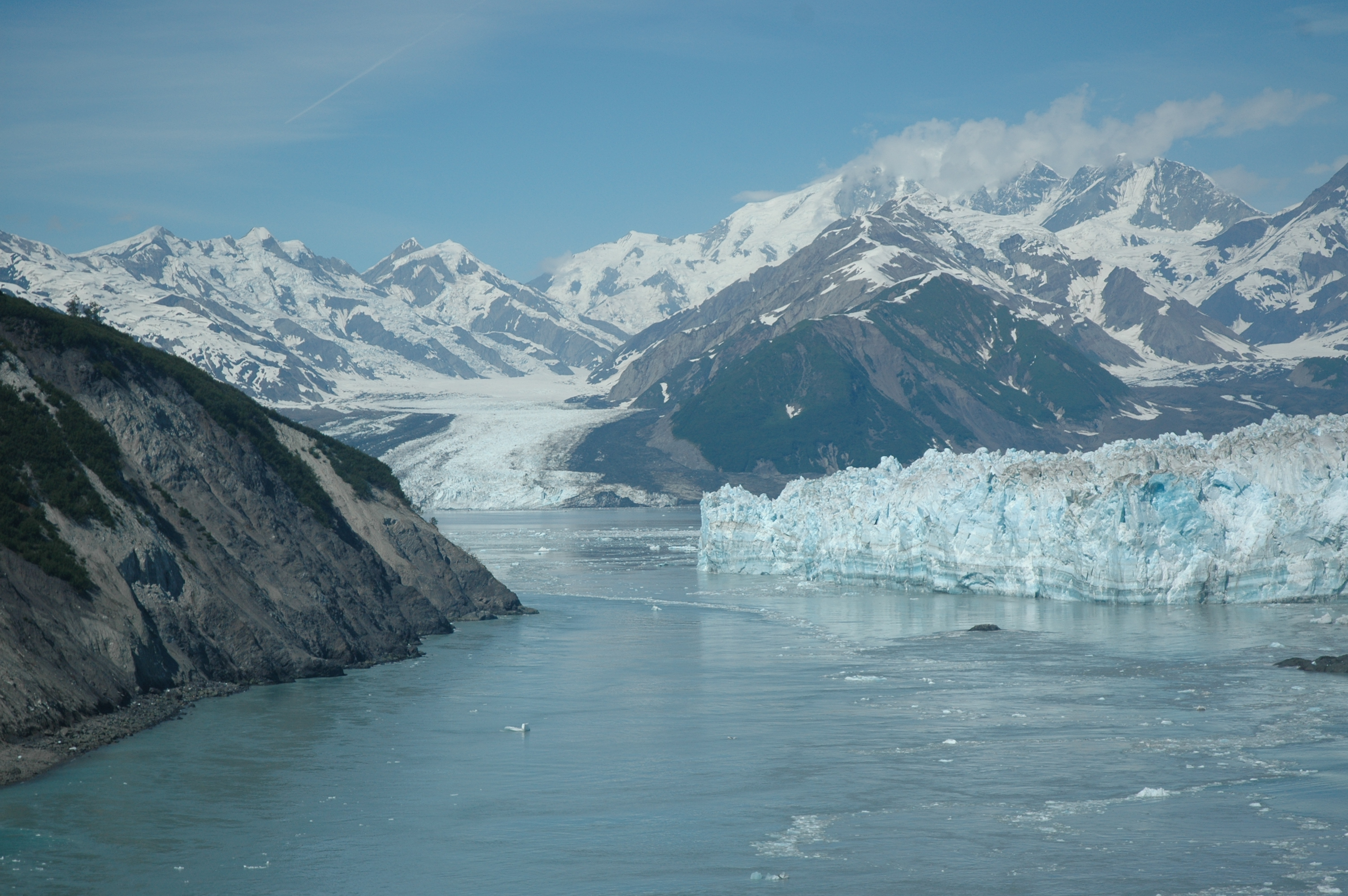
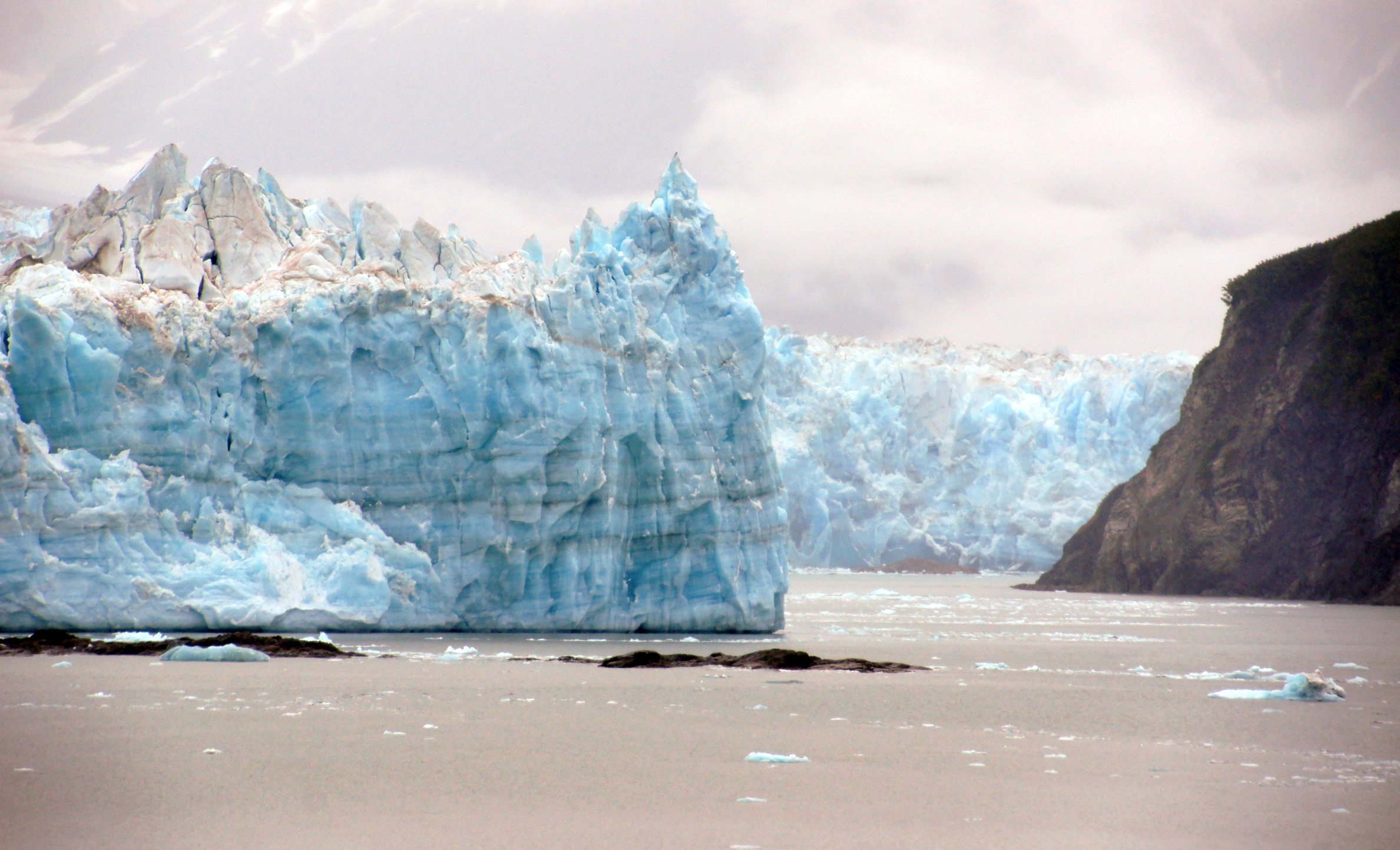